# Giraldus Cambrensis
Giraldus Cambrensis eller Gerald de Barrie, var en walesisk-normansk författare under 1100-talet.
I Giraldus Cambrensis utgav en historisk beskrivning över Wales, Descriptio Cambriæ. Här förekommer uppgiften om en sång i terser, som skall ha införts till England av danska och norrmän, som brukade göra strandhugg i Northumberland. Giraldus Gambrensis samlade verk utgavs i 8 band 1861-91.